# Cineteca Griffith
La Cineteca Griffith è un'istituzione archivistica privata che ha sede a Genova, dedicata al regista statunitense David Wark Griffith. Il materiale contenuto nella cineteca è prettamente legato al cinema muto internazionale.

## Storia
Fondata nel 1975 in via Luccoli dall'italo-palestinese Angelo R. Humouda, la Griffith collabora dagli anni settanta con la Cineteca del Friuli. Dal 1978 pubblica Griffithiana, una rivista trimestrale di cinema. In seguito il comune assegna alla cineteca la sede di villa Gruber.
La Griffith effettua anche proiezioni itineranti in svariati luoghi d'Italia. Nel 1980, Enrico Ghezzi e Marco Salotti realizzano il documentario Angelo della Cineteca: David W. Griffith, Angelo R. Humouda e noi; a quell'epoca la cineteca conta più di 2.000 titoli. Parte della collezione viene acquisita da Humouda dal Moma di New York.
In seguito ad un'alluvione che rovinò parte del vecchio archivio, e dopo le dimissioni di Humouda, la cineteca fu rilevata da Alba Gandolfo e Massimo Patrone ed è tuttora in loro possesso. La biblioteca della Cineteca è intitolata a Guglielmina Setti, la prima donna a tenere una rubrica di critica cinematografica in Italia.
Nel 2019, in occasione dei 40 anni della Griffith, la Cineteca Nazionale le dedica una rassegna presso il cinema Trevi.